# Campeonato Paraense de Futebol de 2017
O Campeonato Paraense de Futebol de 2017 (por questões de patrocínio, Campeonato Paraense Banpará de 2017) foi a 105ª edição da principal divisão de futebol do Pará. O Paraense desse ano trouxe mudanças pontuais no formato, incluindo a disputa de turno e returno, que acabou. Ao final do campeonato, foi atribuídas três vagas para a Copa do Brasil de 2018 e ao campeão a vaga na Copa Verde de 2018, além de duas vagas na Série D do Brasileiro de 2018.

## Regulamento
Os 10 clubes serão divididos em dois grupos. Em fase única, times da chave A jogam contra equipes da chave B duas vezes, no sistema de ida e volta. Os quatro melhores colocados – dois de cada grupo – avançam para a semifinal e disputam um lugar na decisão.
O campeão terá vaga na Copa Verde de 2018. Os três primeiros colocados conquistarão vaga na Copa do Brasil . Além disso, os dois clubes melhores colocados - excluindo Paysandu e Remo - disputarão a Série D de 2018.

## Equipes participantes

### Promovidos e rebaixados
| Pos. | Rebaixados da Primeira Divisão de 2016 |
| ---- | -------------------------------------- |
| 9º   | Tapajós                                |
| 10º  | Parauapebas                            |

| Pos. | Promovido da Segunda Divisão de 2016 |
| ---- | ------------------------------------ |
| 1º   | Pinheirense                          |
| 2º   | Castanhal                            |

| Equipe                        | Cidade      | Em 2016 | Estádio            | Capacidade | Títulos             | Part. |
| ----------------------------- | ----------- | ------- | ------------------ | ---------- | ------------------- | ----- |
| Águia de Marabá Futebol Clube | Marabá      | 8º      | Zinho de Oliveira  | 5.000      | 0                   | 16    |
| Cametá Sport Club             | Cametá      | 7º      | Parque do Bacurau  | 10.230     | 1 (2012)            | 8     |
| Castanhal Esporte Clube       | Castanhal   | 2º (B)  | Modelão            | 7.500      | 0                   | 17    |
| Independente Atlético Clube   | Tucuruí     | 6º      | Navegantão         | 8.000      | 1 (2011)            | 14    |
| Paragominas Futebol Clube     | Paragominas | 5º      | Arena Verde        | 10.000     | 0                   | 5     |
| Paysandu Sport Club           | Belém       | 1º      | Curuzu             | 16.200     | 46 (último em 2016) | 101   |
| Pinheirense Esporte Clube     | Belém       | 1º (B)  | Mangueirão         | 45.007     | 0                   | 22    |
| Clube do Remo                 | Belém       | 4º      | Mangueirão         | 45.007     | 44 (último em 2015) | 101   |
| São Francisco Futebol Clube   | Santarém    | 2º      | Colosso do Tapajós | 8.500      | 0                   | 9     |
| São Raimundo Esporte Clube    | Santarém    | 3º      | Colosso do Tapajós | 8.500      | 0                   | 15    |

## Desempenho por rodada

### Grupo A1
Clubes que lideraram o Grupo A1 ao final de cada rodada:
| Rodadas | Rodadas | Rodadas | Rodadas | Rodadas | Rodadas | Rodadas | Rodadas | Rodadas | Rodadas |
| ------- | ------- | ------- | ------- | ------- | ------- | ------- | ------- | ------- | ------- |
| 1       | 2       | 3       | 4       | 5       | 6       | 7       | 8       | 9       | 10      |
| PAY     | PIN     | PAR     | PAR     | PAY     | PAY     | PAY     | PAY     | PAY     | PAY     |

### Grupo A2
Clubes que lideraram o Grupo A2 ao final de cada rodada:
| Rodadas | Rodadas | Rodadas | Rodadas | Rodadas | Rodadas | Rodadas | Rodadas | Rodadas | Rodadas |
| ------- | ------- | ------- | ------- | ------- | ------- | ------- | ------- | ------- | ------- |
| 1       | 2       | 3       | 4       | 5       | 6       | 7       | 8       | 9       | 10      |
| REM     | IND     | IND     | IND     | REM     | REM     | REM     | REM     | REM     | REM     |

## Fase Final
|  | Semifinais      | Semifinais | Semifinais | Semifinais |   |          | Final | Final | Final | Final |
|  |                 |            |            |            |   |          |       |       |       |       |
|  | São Raimundo-PA | 0          | 1          | 1          |   |          |       |       |       |       |
|  | Paysandu        | 0          | 3          | 3          |   |          |       |       |       |       |
|  | Paysandu        | 0          | 3          | 3          |   | Paysandu | 1     | 2     | 3     |       |
|  |                 |            |            |            |   | Paysandu | 1     | 2     | 3     |       |
|  |                 | Remo       | 1          | 1          | 2 |          |       |       |       |       |
|  | Independente-PA | Remo       | 1          | 1          | 2 | 2        | 1     | 3 (9) |       |       |
|  | Independente-PA |            |            |            |   | 2        | 1     | 3 (9) |       |       |
|  | Remo (pen)      | 0          | 3          | 3 (10)     |   |          |       |       |       |       |

|  | Disputa do 3° lugar |   |   |   |
|  |                     |   |   |   |
|  | São Raimundo-PA     | 1 | 0 | 1 |
|  | Independente-PA     | 1 | 1 | 2 |

| Campeonato Paraense 2017                   |
| ------------------------------------------ |
| Belém                                      |
| Paysandu Sport Club Bicampeão (47º título) |

### Final

#### Ida
| Domingo, 30 de abril | Paysandu    | 1 – 1 | Remo          | Estádio Mangueirão, Belém                           |
| 16:00                | Bérgson 28' |       | 50' Igor João | Público: 16 550 Árbitro: MG Ricardo Marques Ribeiro |

| Paysandu | Remo |

#### Volta
| Domingo, 7 de maio | Remo                | 1 – 2 | Paysandu         | Estádio Mangueirão, Belém |
| 16:00              | Rodrigo Miranda 60' |       | 30', 90' Bérgson | Árbitro: MT Wagner Reway  |

| Remo | Paysandu |

| Remo:          |    |                 |       |     |
|                |    |                 |       |     |
| GR             | 1  | André Luis      |       |     |
| LD             | 2  | Léo Rosa        |       | 53' |
| ZA             | 3  | Henrique        |       |     |
| ZA             | 4  | Igor João       |       |     |
| LE             | 6  | Tsunami         |       |     |
| VO             | 5  | Zé Antônio      |       |     |
| VO             | 8  | Marquinhos      |       | 53' |
| MC             | 7  | Gabriel Lima    |       |     |
| MC             | 10 | Jayme           | 90+2' |     |
| AT             | 11 | Edgar           | 45'   |     |
| AT             | 9  | João Victor     |       | 67' |
| Substituições: |    |                 |       |     |
| MC             | 16 | Rodrigo Miranda |       | 53' |
| MC             | 15 | Fininho         |       | 53' |
| AT             | 18 | Val Barreto     |       | 67' |
| Treinador:     |    |                 |       |     |
| Josué Teixeira |    |                 |       |     |

| Paysandu:        |    |                   |     |     |
|                  |    |                   |     |     |
| GR               | 1  | Emerson           |     |     |
| LD               | 2  | Ayrton            |     |     |
| ZA               | 26 | Perema            | 58' |     |
| ZA               | 4  | Gilvan            |     |     |
| LE               | 40 | Hayner            |     |     |
| VO               | 15 | Wesley            |     |     |
| VO               | 32 | Rodrigo Andrade   | 68' |     |
| MC               | 10 | Diogo Oliveira    |     | 76' |
| AT               | 36 | Leandro Carvalho  |     | 88' |
| AT               | 28 | Alfredo           |     | 64' |
| AT               | 30 | Bérgson           | 15' |     |
| Substituições:   |    |                   |     |     |
| AT               |    | Leandro Cearense  |     | 64' |
| AT               |    | Daniel Sobralense |     | 76' |
| VO               |    | Augusto Recife    |     | 88' |
| Treinador:       |    |                   |     |     |
| Marcelo Chamusca |    |                   |     |     |

## Artilharia
| Gols | Jogador | Time         |
| ---- | ------- | ------------ |
| 11   | Bergson | Paysandu     |
| 6    | Magno   | Independente |
| 6    | Monga   | Independente |
| 5    | Alfredo | Paysandu     |
| 5    | Edgar   | Remo         |
| 5    | Pimenta | Paragominas  |

## Maiores públicos
Esses são os dez maiores públicos do Campeonato:
| Nº | Público[i] | Mandante         | Placar | Visitante       | Estádio            | Data            | Rodada/Turno |
| -- | ---------- | ---------------- | ------ | --------------- | ------------------ | --------------- | ------------ |
| 1  | 31.465     | Remo             | 1-2    | Paysandu        | Mangueirão         | 07 de Maio      | Final        |
| 2  | 27.933     | Remo             | 2-1    | Paysandu        | Mangueirão         | 12 de Fevereiro | 4ª Rodada    |
| 3  | 22.421     | Paysandu         | 1-1    | Remo            | Mangueirão         | 26 de Março     | 9ª Rodada    |
| 4  | 16.550     | Paysandu         | 1-1    | Remo            | Mangueirão         | 30 de Abril     | Final        |
| 5  | 11.217     | Remo             | 5-0    | Cametá          | Mangueirão         | 29 de Janeiro   | 1ª Rodada    |
| 6  | 8.329      | Remo             | 3-1    | Independente-PA | Mangueirão         | 23 de Abril     | Semifinal    |
| 7  | 7.749      | Paysandu         | 3-0    | Castanhal       | Curuzu             | 28 de Janeiro   | 1ª Rodada    |
| 8  | 7.335      | São Francisco-PA | 0-2    | São Raimundo-PA | Colosso do Tapajós | 19 de Fevereiro | 5ª Rodada    |
| 9  | 5.575      | Remo             | 2-1    | São Raimundo-PA | Mangueirão         | 19 de Março     | 8ª Rodada    |
| 10 | 5.475      | São Raimundo-PA  | 1-1    | Remo            | Colosso do Tapajós | 05 de Fevereiro | 3ª Rodada    |

- i. ^ Considera-se apenas o público pagante

## Média de público
| Nº | Time             | Média | Jogos | Total  |
| -- | ---------------- | ----- | ----- | ------ |
| 1  | Paysandu         | 9.910 | 9[a]  | 89.190 |
| 2  | Remo             | 9.186 | 9[a]  | 82.680 |
| 3  | São Raimundo-PA  | 2.922 | 8[b]  | 23.381 |
| 4  | São Francisco-PA | 2.025 | 6[b]  | 12.153 |
| 5  | Pinheirense      | 1.644 | 3[c]  | 4.933  |
| 6  | Cametá           | 1.269 | 3[c]  | 3.809  |
| 7  | Águia de Marabá  | 1.124 | 4     | 4.497  |
| 8  | Independente-PA  | 1.084 | 7     | 7.593  |
| 9  | Paragominas      | 1.000 | 4     | 4.002  |
| 10 | Castanhal        | 655   | 5     | 3.277  |

- a. ^ Remo x Paysandu de 12 de Fevereiro , 26 de Março , 30 de Abril e 07 de Maio tiveram divisão de público e renda separada, pois os dois times são da mesma cidade.
- b. ^ São Francisco x São Raimundo de 19 de Fevereiro e 02 de Abril são considerados o público para os dois times, pois os dois são da mesma cidade.
- c. ^ Cametá e Pinheirense jogaram uma partida de Portões Fechados.

## Campeonato Paraense sub-15
- Campeão: Paysandu [2]
- Vice-campeão: Castanhal

| Sábado | Paysandu | 2 – 0 | Castanhal | Curuzu, Belém |
|        |          |       |           |               |

## Campeonato Paraense sub-17
- A competição garante ao campeão e vice, vaga na Copa São Paulo de Futebol Júnior de 2018.

- Campeão: Remo [3]
- Vice-campeão: Desportiva Paraense

|  | Remo | 1 – 0 | Desportiva Paraense | Mangueirão, Belém |
|  |      |       |                     |                   |

## Campeonato Paraense sub-20
- Campeão: Paysandu [4]
- Vice-campeão: Tuna Luso

| Quarta-Feira, 23 de Novembro | Paysandu | 3 – 2 | Tuna Luso | Mangueirão, Belém |
|                              |          |       |           |                   |

## Campeonato Paraense feminino
- A competição garante ao campeão (ou melhor equipe depois do Pinheirense), vaga no Campeonato Brasileiro de Futebol Feminino - Série A2 de 2018.

- Campeão: ESMAC
- Vice-campeão: Pinheirense

|  | ESMAC | 0 – 0 (4 - 2 pen.) | Pinheirense |  |
|  |       |                    |             |  |